# マジンボーン
『マジンボーン』（MAJIN BONE）は、日本のトレーディングカードアーケードゲーム。また、このゲームを原作とするメディアミックス作品。

## 概要
本作品はバンダイ・集英社・テレビ東京の3社によるクロスメディアコンテンツとして企画され、データカードダスを中核に据えテレビアニメや漫画といった多角メディアミックス展開が行われる。内容は9歳から12歳の男児をメインターゲットとしたヒーローバトルアクション。
タイアップは主に集英社の『最強ジャンプ』が行う。同誌にて杉田尚によるコミカライズ版の連載が2014年1月から開始、バンダイより『データカードダス マジンボーン』が2014年4月から稼働、2015年5月発売の7弾を以って稼働終了となった。

## 登場人物

### ボーンファイター
竜神 翔悟 / ドラゴン・翔梧（りゅうじん しょうご / ドラゴン・しょうご）
声 - KENN、儀武ゆう子（幼少・少年時代）
本作の主人公。日本出身。ドラゴンボーン（竜）の適合者・火のボーンファイター。16歳。必殺技は「炎龍拳」（暴走モード「フレアレイジング」、アイアンボーン「轟龍連牙」、「龍爪脚」、レアメタルボーン「紅焔の咆哮」）。
普通の高校生（都立大泉東高校）として暮らしていたが、ドラゴンボーンの適合者に選ばれたことでその運命に悩みつつ戦いに参加する。だらしない面もあるが基本的に優しい性格であり、それ故に戦いの運命に苦悩するも、何気ない日常を守るために覚悟を決める。幼い頃から空手を習っているが公式の実力はそこそこ。リーベルトとの初戦闘では周りに与える被害から力を望み暴走させ自身も意識不明の状態に陥るも、次の戦闘では暴走を抑えることに成功する。ドラゴンボーンは他のボーンと違ってコアボーンが不明だったことから地球のボーンファイターの中でアイアンボーンに覚醒したのは最後だった。リーベルトやクルードとの会話を経てネポスの実態も知りたいと思うようになる。地球に来襲したウロボロスとオウルとの戦いの中でクルードとワイバーンの願いを受けた火の魔神に認められレアメタルボーンに変身した。
コミカライズでは重度の修行オタクになっており、数多くの人外スキルを持つ。パーカー愛好者で、学ランのインナーにも普段着に使っている。また、ボーンカードの力をズルだと思っている。
ドラゴンボーン
声 - 郷田ほづみ
ドラゴンボーンに宿る意思のようなもの。白いドラゴンもしくはボーンファイターの姿で翔悟の意識の中で語りかけた。地球を見守ってきた特別なボーンであり、始まりの魔神による帰還を拒否している。
ルーク / シャーク・ルーク
声 - 立花慎之介、古城門志帆（少年時代）
オーストラリア出身。シャークボーン（鮫）の適合者・水のボーンファイター。必殺技は「潮流気斬（ストリームカッター）」（暴走モード「ハイドロレイジング」、アイアンボーン「海流裂斬（タイダルエッジ）」、レアメタルボーン「大海流の牙」）。
合気道の使い手で、ボーンファイター達のリーダー的立ち位置。冷静な判断と共に仲間への気遣いも出来る人物で、一同をまとめている。まじめ一辺倒というわけでもなく、大の甘党で特に甘酒を好み、潮干狩りを語り、コーヒーは砂糖とクリープを大量に入れて飲む、夏服はチャイナ服風など、意外とお茶目なところもある。父親の関係で子供のころからボーン研究所に来ていたことで、幼い頃に石版によって適合者に選ばれる（この事実が智恵の耳に入り、翔悟との別れの原因となる）。リベレーション・コクーン内では空間内を泳ぐように移動することが可能。幾度となく襲撃してきたグレゴリー兄弟を力ずくでも止めたいと決意する最中、全てのものは流転することに感銘した水の魔神にシャークボーンが引き合わせレアメタルボーンに変身した。
シャークボーン
声 - 田尻浩章
シャークボーンに宿る意思のようなもの。ルークの意識の中で巨大な鮫の姿で現れた。
アントニオ / ジャガー・アントニオ
声 - 吉野裕行
ブラジル出身。ジャガーボーン（ジャガー）の適合者・木のボーンファイター。必殺技は「ソニックジンガ」（暴走モード「ティンバーレイジング」、アイアンボーン「ラピッドフォーリャ」、レアメタルボーン「リーフブラスター」）。
カポエラの使い手で、明るく気さくなムードメーカー。志願したわけではなくルークに適合者だと教えられ地球を守る戦士に加わっていた。軽口が多く特に反応が面白いのかギルバートをからかってはよく衝突している。何でも器用にこなせる性格で、ジャグリングから施工業務まで幅広くこなせる。スラム街育ちで孤独な過去を背負っており、それ故か軽口に反して周囲に気配りの出来るまめな人物でもある。自身が変化していないのを気にしていたが、変化する事なく人々を喜ばせる彼を初めから認めていた木の魔神によってレアメタルボーンへ姿を変えた。
ジャガーボーン
声 - 玉木雅士
ジャガーボーンに宿る意思のようなもの。豹の姿で現れる。木の魔神の勧めでアントニオを選んでいた。
タイロン / ライノー・タイロン
声 - 安元洋貴
アフリカ出身。ライノーボーン（サイ）の適合者・土のボーンファイター。必殺技は「スクリューバスター」（暴走モード「ガイアレイジング」、アイアンボーン「グラビティブリーカー」、レアメタルボーン「大地の怒り」）。
レスリング技を使う、モヒカンカットの大柄な男。両親は既に他界し、残してきた家族は弟7人、妹8人の大所帯で、戦う理由も家族のためが大きい。穏やかで話をたっとぶ性格のため、衝突しがちなアントニオとギルバートの仲裁役になることが多い。将来は教師を目指しており、日本では実際に大泉大学に留学している。ボーンカードは弟達が見つけたもので、共鳴はしているものの弟達が精霊の声と呼ぶボーンの声は聞こえない。バジリスクと戦う仲間の危機に際しライノーボーンと初めて対話し、土の魔神に認められレアメタルボーンへと変身する。
ライノーボーン
声 - 中務貴幸
ライノーボーンに宿る意思のようなもの。ボーンファイターの姿で現れ、優しさに共鳴したと語る。
ギルバート / レオ・ギルバート
声 - 三瓶由布子
アメリカ出身。レオボーン（獅子）の適合者・雷のボーンファイター。必殺技は「ゴールデンラッシュ」（暴走モード「ヴォルトレイジング」、アイアンボーン「ゴールデンメガスマッシュ」、レアメタルボーン「ライトニングインパクト」）。
ボクシングの使い手。翔悟たちと違い、自ら志願してボーンファイターとなる。年上に興味はないと言っていたが、早穂には強い好意を抱いている。アメリカの大学に飛び級入学するなど努力家で、プライドが高く合流当初から他のメンバーを見下した言動をするも、初陣からダークホースに手痛い敗北を喫し、グレゴリー&ヴィクトール兄弟にも全く歯が立たない状態だった。一応、それ以外のボーンには実力を見せつけたが・・・。メンバー内では一番使命感が強く、彼に比べて緊張感の薄いメンバーに強く反発することが多い。その一方で敗北に焦燥感と恐怖を強く覚える年相応な面や、そんな自分を許せないほど堅い故に危うい面も目立つ。自分の弱さを認め何度でも立ち上がる諦めない心を持ったことでアイアンボーンへ誰よりも早く覚醒する。更に評議会のカーバリオとラケルトの2人による絶体絶命の戦いでも折れない心から雷の魔神に認められレアメタルボーンへと変身する。
レオボーン
声 - 白川周作
レオボーンに宿る意思のようなもの。ギルバートの意識の中で黄金のライオンまたはボーンファイターの姿で現れた。

### 関係者
島谷 早穂（しまたに さほ）
声 - 仙台エリ
翔悟の幼なじみの少女。宇宙人好きの大のオカルトマニア。翔悟のお隣さんだったが、家がダークスコーピオンに破壊されたため母とともに竜神家に居候している。大学の進学に理数系を選んでいるものの母親から反対されている。翔吾に対してはお姉さんぶって振る舞う傾向にある。
コミカライズでは髪形などが異なる。
竜神 健悟（りゅうじん けんご）
声 - 田中一成
翔悟と智子の父親。神社の宮司でもある。タイロンを気に入っており、よく将棋の相手をしている。彼もまた空手の有段者である。僅かな仕草でも勘が鋭い洞察力の持ち主。
竜神 智子（りゅうじん ともこ）
声 - 寿美菜子
翔悟の姉。軽食喫茶エデンで働いている。喫茶店を拠点にボーンファイターたちは此処を溜まり場にしている。空手は翔悟よりも強く、かつて試合で男子選手達をボコボコにしたことからブラッディ智子と名づけられた。また、戦闘能力に関しては相手が油断していたとは言えダークスネークの腹部を一撃で倒してしまう実力を持つ。
竜神 智恵（りゅうじん ともえ）
声 - 岡村明美
翔悟と智子の母親。12年前に出ていったきり戻っていなかったが、元々ボーン・メルボルン研究所の職員で、始まりの魔神やボーンの存在をいち早く予見し提唱していた。またリベレーション・コクーンの開発責任者でもある。現在はISSでコクーン制作を毎回更新しており長期滞在中。他者を思いやり自分を後回しにする性分は息子に受け継がれている。守秘義務により家族にも事情を知らせずに失踪扱いとなっていたが、翔悟がボーン適合者となったことで事情を明かされる。
最終決戦後は家族と再会し、再び主婦業に専念するようになった。
島谷 喜代子（しまたに きよこ）
声 - 今井由香
早穂の母親。夫は不在で実家大破後は竜神家に居候。おっとりしているものの、現実的には見えない娘の進路には反対している。一方で夫婦仲は良く、夫が帰郷した際は普段とはうってかわってラブラブ状態である。
桃太郎（ももたろう）
声 - 儀武ゆう子
島谷家の愛犬。動物だけに異形のダークボーンの気配を察知している。
島谷 勝也（しまたに かつや）
声 - 浜田賢二
早穂の父親。コーヒー豆等の取引で世界中を飛び回っており、取引先の文化によく染まっている。海外出張が長いため一緒にいる時間は少ないものの、夫婦仲はアツアツ。
圭子（けいこ）
声 - 儀武ゆう子
翔悟のクラスの担任教師。

### ボーン研究所関係者
東尾（ひがしお）
声 - 大塚明夫
ボーン研究所所長。酒好きの喫煙家。翔悟に智恵の面影を重ねており、懐かしんでいる。
4年前に中央アジアで発掘チームH&Pの一員であった際にボーンファイターになる前のグレゴリー兄弟に遭遇、ちょっとした「貸し」を作ったことがある。その後（物語開始の1年前に）再会、ネポスの情報を何回か彼らから「貸し」がなくなるまでの条件付きで受け取っていた（これはイアンを始めとする研究所の上層部も把握していたことであり、裏切ったわけではない）。更にネポスから離反し地球で行き場をなくしていたリーベルトたちと接触、彼らからも情報を得ようとするなど、ネポスの民と争い以外の道を探ろうとしたり、地球を裏切ったグレゴリー兄弟に対しても、何があってもずっと信じていたようである。
アンナ・クリスティン
声 - 小林愛
ボーン研究所所長補佐。データカードダスでは、レベルアップのアナウンスを担当している。
レナード
声 - 浅沼晋太郎
ボーン研究開発チームのリーダー。珍しいボーンカードを見ては喜ぶなど、ややマッドサイエンティストの気がある。大破したアミュレットの代わりを届けに来日し、ストーカー的に翔悟の周りをさまよっていた。ルークの迷いが消えた後は帰国したが、折にふれて来日。研究所日本支部でリーベルト（ネポス人）のデータ収集をするなど、ボーンの研究に余念が無い。
イアン
声 - 家中宏
ルークの父親。ボーン研究員だが、かつてメルボルンの研究所の研究員だった。現在は組織全体のトップであるロス研究所所長。東尾の行動も認知していた。数年ぶりの親子の会話が持たれ、息子の様子が変わったことに驚いていた。智恵と翔悟の関係も知っており、ネポスから帰還した彼に謝罪している。

### ダークボーン / ネポス・アンゲリス
アピス / ダークビー
声 - 増元拓也
ビーボーン（ハチ）、雷の属性のダークボーン。必殺技は「スパーキングニードル」。
ダークホース率いる先発部隊の一人でリーベルトの部下。頭部や両肩、両腕に鋭いトゲを持つ。素顔は金髪男性。
数度の戦闘でドラゴンボーンとやりあうも、火の魔神の力を得たドラゴンによりコアボーンクラッシュされる。敗北後カードを奪われたことでエクェスではなくなりネポスに帰還していた。その後、クルードと行動を共にし、表沙汰に動けない彼らに変わり俗世間でのレボルトの動向を探っていた。最終決戦後、ネポスを訪れたレナードにボーンカードを返却され、再びエクェスに復帰する。
ダークスコーピオン
声 - 楠大典
スコーピオンボーン（サソリ）、火属性のダークボーン。必殺技は「グレイヴヒート」。
ダークホース率いる先発部隊の一人。島谷家にある庭石にあるドラゴンボーンのカードを奪取せんとした。最初にコアボーンクラッシュされ、ドラゴンボーンを持つ翔悟に思念を通して裏切り者呼ばわりする意味深な台詞を吐いている。また、四年前にもボーン回収に現れており、ヴィクトールらをネポス本星へ連れて行っている。
ダークマンティス
マンティスボーン（カマキリ）、木属性のダークボーン。必殺技は「ブレード・オブ・クロス」。
ダークホース率いる先発部隊の一人。迷いを振り切った翔悟に翻弄され一撃でビートルと共にコアボーンクラッシュされる。
ダークビートル
ビートルボーン（カブトムシ）、土属性のダークボーン。必殺技は「アースプレッシャー」。
ダークホース率いる先発部隊の一人。両腕両足にスパイクガードを装備する。迷いを振り切った翔悟に一撃でマンティスと共にコアボーンクラッシュされる。
データカードダス6弾ではレアメタルボーンに覚醒したバージョンが登場する。
ダークスパイダー
声 - 田尻浩章
スパイダーボーン（クモ）、水属性のダークボーン。必殺技は「デッドリーウェブ」。
ダークホース率いる先発部隊の一人。奇声を挙げて水の魔神の恩恵を受けるも制御しきれていない。暴走したダークホースによってコアボーンクラッシュされる。
ダークホース
声 - 置鮎龍太郎
ホースボーン（ウマ）、火属性のダークボーン。必殺技は「ライジングボルケーノ」（暴走モード「フレアレイジング」）。
消滅したダークスコーピオンに代わり新たに現れたダークボーンで先発部隊のリーダー。基本的には腕を使わず足技を得意とし、他のダークボーンとは一線を画する実力を見せる。しかし、迷いを振り切ったドラゴンによって部下を次々と倒された事や、グレゴリーに挑発され、いつもの冷静さを欠いたなりふり構わぬ暴走状態に陥るが、始まりの魔神にリベレーション・コクーンごと潰される哀れな最期を遂げる。
コミカライズでは誇り高き戦士「ホース」であり、戦闘を名曲と称してボーンファイターたちを翻弄し、他のダークファイターを統率する。ドラゴンボーンとの戦いに邪魔をするものは味方であれ牙を向くが、クルードに粛清された後に地球へ赴き好敵手である翔吾にホースのカードを託し死亡する。
リーベルト / ダークパンサー
声 - 折笠富美子
パンサーボーン（豹）、空間属性のダークボーン。必殺技は「アクセルスペーサー」。
ネポスの女性幹部。シュトルツの息女。瞬間移動や離れた場所に腕を出すなど空間技に長ける。エクェスの戦士として誇りを持っており、始まりの魔神の命であるドラゴンボーン回収のために翔悟に接触し興味を持つ。ヴィクトールたちには雇い主的な立場である。地球人に関しては大気を汚し人間同士で戦う下等な生き物と見下すも、自然に関しては引かれつつある。地球のボーンファイターがアイアンとなったことと翔悟との空手の試合で何かを感じたのか地球に留まり、地球人を知りたいという思いで衣食住を確保する代わり研究に協力することを東尾所長と約束する。父の危機を知り翔悟達を連れネポスに帰還するもレボルトと交戦、救い出すもクルードやモースらと離ればなれになり地球へ戻っているが、ドロッサスらがグラディスと再来した際に再び戻り創痍ながら帰還し、翔悟らの元に身を寄せ、父であるシュトルツの命に従って地球のボーンファイターと共闘し、自らの心に赴くまま行動した。母親は幼い頃に亡くしており、男手ひとつで育てられた。
美女といえる容姿の持ち主であり、漫画版の作者から指摘される程の服装の露出度とスタイルのいい豊満な胸の持ち主。喜怒哀楽などの感情をあまり見せない冷静沈着な性格だが、モースたちにシュトルツが亡くなったと聞かされた際には表情などは変えなかったがコクーンの完成にはネポスに行く必要があるという言葉を聞いた後にISSへ赴いた時には涙を流し号泣していた。
漫画版ではTVシリーズと比べるとかなり童顔で感情表現豊かで、少々ツンデレな性格となっている。
クルード / ダークワイバーン
声 - 井上和彦
ワイバーンボーン（ワイバーン）、火属性のダークボーン。必殺技は「クリムゾンブレード」。
リーベルト達の上司でボーン回収の最高権力者でありネポス評議会の一員。ダークフェニックスの適合者であるシュトルツとは盟友にある。
アイアンボーン覚醒者であり、ジャガーとシャークを一蹴させる。当初は地球のボーンファイター達を下劣に見下していたが、ドラゴンがアイアンボーンに覚醒したことで地球のボーンファイターの底知れぬ力を警戒しはじめるも、レボルトらに過去の失態を理由にボーンカードを奪われ一時更迭される。シュトルツを救出するためにネポスに帰還したリーベルトを拘束するために赴くが、フレイドの協力でカードを取り戻しており企みを明かしたレボルトと対峙。単独で火の魔神を召還しさらにその力を吸収、レアメタルワイバーンとなったが互角になった程度でコクーンが大破し傷付くも、モースらに救われどこかのコテージに雲隠れしていた。しかし、ソキウスの追撃で手負いとなりながら地球に再来、ダークワイバーンの最後の力で翔悟にレアメタルボーンの力を与え（その代償としてワイバーンのボーンカードは消滅）、ネポスへと戻りフェニックス奪還を試みるも力を手にしたレボルトに倒され仮死状態になっていた。その後、フレイドとアピスに救出された。
コミカライズにおいてはホースの反旗に怯まず致命傷を与える実力者。地球のボーンファイターが全員アイアン化した事実に驚愕する。
バイズ / ダークイーグル
声 - 千葉一伸
イーグルボーン（鷹）、木属性のダークボーン。必殺技は「フェザーエクステンション」。
ネポスのクルード直属の部下。現実空間でもコクーン内でも自由に空を飛べる。クルード更迭後はレボルトの指揮下に入り、レボルトの命令でグリフォンボーンのライトアームを着装してドラゴン達と対決するが、レボルトがグリフォンボーンを従わせて用済みになった事でグリフォンのボディパーツを強制的に着装させられ、ホーク同様に暴走。自身を止めに来たドロッサスと相打ちとなり、ドラゴンによってコアボーンクラッシュされ、消息不明になっていたが、最終決戦後はネポスに帰還していた事が判明した。
ドロッサス / ダークアリゲーター
声 - 優希比呂
アリゲーターボーン（アリゲーター）、水属性のダークボーン。必殺技は「マーシレスローリング」。
ネポスのクルード直属の部下。クルード更迭後はレボルトの指揮下に入るが、レボルトの本性を知り、グリフォンの力に飲み込まれて暴走したバイズを止めに向かうが、バイズと相打ちとなりコアボーンクラッシュされ、消息不明になっていたが、最終決戦後はネポスに帰還していた事が判明した。
モース / ダークベアー
声 - 高塚正也
ベアーボーン（熊）、土属性のダークボーン。必殺技は「バンディットクロー」。
リーベルトの部下。上半身裸のパワーファイターで頭は弱い。土属性でコクーン空間外（イメージとしては地中）への攻撃も可能。偶然から早穂のお弁当を食べ地球の食べ物の美味しさを知る。リーベルトと随伴し戦うも、土の魔神と降臨させたタイロンの力によってグストスと共にコアボーンクラッシュされ地球側に回収されたはずだがグレゴリーによって手元に戻る。その後はグストスと共にクルードらの世話をしながら同行していたが、フェニックス奪取を試みるも力及ばずフレイドに救われ再び地球へ転移される。
グストス / ダークグリズリー
声 - 奈良徹
グリズリーボーン（グリズリー）、時間属性のダークボーン。必殺技は「パニッシュメントタイム」。
リーベルトの部下。モヒカン頭のパワーファイターで頭は弱い。自分以外の時間停止能力を持つものの自身はその能力を把握できていない。偶然から早穂のお弁当を食べ地球の食べ物の美味しさを知る。リーベルトと随伴し戦うも、土の魔神と降臨させたタイロンの力によってモースごとコアボーンクラッシュされ地球側に回収されたはずだがグレゴリーによって手元に戻る。地球にいる間はバイトに精を出していた。その後はモースと共にクルードらの世話をしながら同行していたが、フェニックス奪取を試みるも力及ばずフレイドに救われ再び地球へ転移される。
フレイド / ダークバット
バットボーン（コウモリ）、空間属性のダークボーン。必殺技は「ナイトメアスティンガー」。
ネポスの一人で空間移動能力を持つ。かなりの無口。レボルトに従うように振舞っていたが、実はペルブランドの配下。フェニックス奪取に陽動として参加するも力及ばずモースらを地球へと転移させ、ペルブランドとバーリッシュを救出して生還していた。
シュトルツ / ダークフェニックス
声 - 谷昌樹
フェニックスボーン（フェニックス）、時間属性のダークボーン。
眼鏡をかけたネポスの幹部、ネポス評議会の一員であり、ネポス本星のボーンの要。小惑星クラスの時間を止める能力を持つ。
リーベルトの父親であり、クルードとは旧知の仲。レボルトにクルード同様更迭されそうになり勝負を挑むも、ソキウスの介入で敗北し、カードを奪われる。異空間に捕らわれていたがリーベルトに助け出され、現在はクルードらと行動を共にし、地球に来訪したのちネポスに帰還している。再びフェニックスボーンを奪還しようとするも既にフェニックスボーンはレボルトに取り込まれ、自身も自分のボーンを着装したレボルトによって倒され仮死状態になっていた。その後、フレイドとアピスに救出された。レボルトからフェニックスのカードを回収し、時間の魔神の本体を召喚して星の核を失った事で崩壊寸前の地球の時間を一時停止させた。
彼もまたレアメタルボーンへ変化が可能。
グラディス / ダークソードフィッシュ
声 - 星野貴紀
ソードフィッシュボーン（カジキ）、風属性のダークボーン。必殺技は「竜巻烈風刃」。
レボルト配下の一人でカジキ村正という刀からカジキ一刀流という名の剣術を繰り出して戦うネポスの剣士。アイアンボーンであるも、実力は下位にあたる。
当初は翔悟たちを圧倒するが、戦闘を重ねた彼らに押され始め、バイスとドロッサスを引き連れて戦うもドラゴンとの一騎討ちによりコアボーンクラッシュされる。
レボルト / ダークケルベロス
声 - 緑川光
ケルベロスボーン（ケルベロス）、雷属性のダークボーン。必殺技は「雷帝の裁き」（カスタム「グリフォニックレイジ」、終焉の結び「炎龍拳」、「轟龍連牙」）。
ネポス評議会の一員であり、他星の要であるグリフォンボーンを回収する役目を負っていたが、ボーン回収のためならば手段を選ばず、ボーンの持ち主以外の人々までも自分の愉しみのために虐殺するなどの非情な面を持つ。ネポス評議会で地球侵攻の任に半ば強引に就き、シュトルツを倒した後に彼の不在を理由に臨時評議会の議長に就き、更には民衆にも不安を煽る演説を行うなど狡猾でもある。
実力も非常に高く、アイアンボーンながらレアメタルボーン相手に互角以上の戦いを繰り広げ、更にグリフォンボーンの意思をねじ伏せそのパーツを部分的に着装するなど計り知れない力を持ち、遂にはフェニックスボーンをも着装できるようになる。その目的は終焉の結びをもってネポスに真の自由を求める事だと公言していた。しかし、それは表向きの理由で、真の目的は終焉の結びをもって宇宙を消滅させ、始まりの魔神を排除して自分が新たな神になる事である。ケルベロスを着装した上でグリフォンのレッグとフェニックスのレフトアームを着装してドラゴンを破り、ドラゴンのライトアームを着装して終焉の結びを発動するが、意思を失っていなかったフェニックスとドラゴンに拒絶され、生還したシュトルツによってフェニックスボーンを、グレゴリー兄弟の捨て身の行動によってドラゴンボーンを奪還され、最後はシャーク達の援護を受けたレアメタルドラゴンの炎龍拳でコアボーンクラッシュされ、力尽きて倒れた。その後、一連の騒動の首謀者として投獄された。
データカードダス7弾ではレアメタルボーンに覚醒したバージョンが登場する。
ケルベロスボーン
ケルベロスボーンに宿る意思のようなもの。星の核に匹敵する力を持ちながら、その力を恐れた始まりの魔神によって核への道を閉ざされた復讐心から、レボルトに終焉の結びを教える。
セミリア / ダークホーク
声 - 櫻井トオル
ホークボーン（鷹）、土属性のダークボーン。必殺技は「ウィングフォール」（暴走モード「ガイアレイジング」）。
レボルト配下の一人。グリフォンのライトアームを授かりドラゴン回収に赴くが、力に飲まれ暴走。新型コクーンでドラゴンと戦闘を展開するもコアボーンクラッシュする。レボルトにとっては実験台に過ぎなかった。
ウルーラ / ダークオウル
声 - 木島隆一
オウルボーン（フクロウ）、時間属性のダークボーン。必殺技は「メテオインパクト」。
ソキウス配下の一人でムエタイのような体術を使う。ソキウスと共に地球を襲撃するもののレアメタルボーン化したドラゴンによってコアボーンクラッシュされる。
ソキウス / ダークウロボロス
声 - 川田紳司
ウロボロスボーン（ウロボロス）、空間属性のダークボーン。必殺技は「サウザンドヴァイパー」。
ネポス評議会の一員だが、レボルトに組みしており、暗躍する。数光年先からでも直接介入する部分的な空間移動能力を持ち、空間能力をカードのようなものにして扱うことができる。
レボルトに忠誠を尽くしていたが、彼の起こそうとする終焉の結びの真実を知って反発するも、レボルトの攻撃を受けて消されてしまった。
ベントーザ / ダーククラーケン
声 - 千葉進歩
クラーケンボーン（クラーケン）、水属性のダークボーン。必殺技は「ミッシングスクイージ」（暴走モード「ハイドロレイジング」）。
レボルト配下の一人。腕をイカのように自由自在に伸ばし、空間を海のように動けるほか消えることもできる。
再びネポスに来た翔悟達を追跡し、隙を見て襲いかかるが、ライノーに一本釣りされ、ドラゴン、シャーク、ジャガー、レオの飛び蹴りを食らってコアボーンクラッシュされる。
コルウス / ダーククロウ
声 - 荒井聡太
クロウボーン（カラス）、空間属性のダークボーン。必殺技は「バニシングディメンション」。
レボルト配下の一人でエクェスの闇の忍者。闇ネポス流ボーン忍法と呼称する忍術の使い手で、空間移動能力を駆使した多彩な技の持ち主でもある。
ラケルトの護衛兼監視として地球へ来訪するもレアメタルライノーに自分の技を跳ね返されコアボーンクラッシュされる。
ペルブランド / ダークリヴァイアサン
声 - 皆川純子
リヴァイアサンボーン（リヴァイアサン）、水属性のダークボーン。
評議会の一人で唯一の女性。薙刀状の武器を繰り出し、付属部分を第三の手の代わりにすることが可能。
レボルトの行動に不信を抱き、後にクルードと再会した際にレボルトの翻意を知り、バーリッシュ、フレイドと共にクルード達に協力するも力及ばず異空間の狭間にさ迷うことになったが、フレイドによって救出され、レボルトに捕らわれた翔悟とリーベルトを逃がすためレボルトに立ち向かうが一蹴されてしまった。
バーリッシュ / ダークベヒモス
声 - 楠大典
ベヒモスボーン（ベヒモス）、地属性のダークボーン。
評議会の一人でクルードとシュトルツを尊敬している。剛よく全てを破壊する主義。
レボルトの行動に不信を抱き、レボルトの翻意が明らかになった際にクルード達に協力したが力及ばずペルブラントと共に異空間の狭間にさ迷うことになったが、フレイドによって救出され、レボルトに捕らわれた翔悟とリーベルトを逃がすためレボルトに立ち向かうが一蹴されてしまった。
セルペンス / ダークスネーク
声 - 上田燿司
スネークボーン（蛇）、木属性のダークボーン。必殺技は「バイトクリッパー」。
ソキウス配下の一人で地球に潜入させたネポスの諜報員。潜伏が得意だが覗き趣味と嫌われている。一人芝居をするひょうきんさも。
ラケルト / ダークバジリスク
声 - 西村太佑
バジリスクボーン（バジリスク）、木属性のダークボーン。必殺技は「イーヴィルアイ」。
評議会の一人でオレンジとグリーンの髪が特徴。レボルトが有利と見て彼に味方する。評議会レベルでも手玉にとる実力を持つ。
幻妖術で作り出した復活ボーンファイター軍団を使い翔悟達を同士討ちにさせドラゴンボーンの回収を詰んだ寸前、レアメタルライノーの出現と能力の前に撤退する。ネポスでの戦闘でレアメタルライノーに幻妖術を破られ、レアメタルレオの必殺技を受けコアボーンクラッシュされる。
カーバリオ / ダークユニコーン
声 - 遠近孝一
ユニコーンボーン（ユニコーン）、風属性のダークボーン。必殺技は「ライジングテンペスト」。
評議会の一人でラケルトと共にレボルトの支持につく。自ら名乗る武人で、アイアンボーンに覚醒したボーンファイター五人を相手でも手玉にとる実力者。
ネポスでの戦闘でレアメタルシャークとレアメタルジャガーの必殺技によってコアボーンクラッシュされる。
グレゴリー / ウルフ・グレゴリー
声 - 平田広明
ウルフボーン（狼）の適合者・風のボーンファイター。必殺技は「ハウル・オブ・シャドウ」。
ターバンを巻いた、ヴィクトールの兄。地球に絶望し、ネポスへの手土産としてドラゴンボーンを狙う。兄弟は中央アジアの紛争地域出身であり、4年前に仲間の裏切りから体に数発の弾丸を受け瀕死の重傷を負い発掘チームの一人であった東尾に出会う。その際にかつての仲間に襲撃にあうもダークスコーピオンの襲撃でネポスの存在を知り彼らの基に下る。1年前のアメリカ・テキサスで東尾に再会、命を助けた2つの貸しとして密かにネポスの情報を渡していた。
しかし、自分達兄弟がアイアンボーンに覚醒したことで東尾の貸しも無くなったと判断し、レアメタルボーンの情報を手土産にレボルト側につくことに決め、メルボルン研究所を壊滅させる。過去の出来事から信じた仲間に裏切られる事を嫌い、仲間であるソキウスを消したレボルトにも反逆する。
ヴィクトール / タイガー・ヴィクトール
声 - 石田彰
タイガーボーン（虎）の適合者・雷のボーンファイター。必殺技は「ガウジングクロー」。
右目に眼帯をしたグレゴリーの弟。始まりの魔神を知っている。右目の傷は4年前の仲間の裏切りに遭った際に負ったもの。

### その他のボーンファイター
ダークグリフォン
声 - 小西克幸
ある星の要のボーンであった、眼鏡をかけた赤毛のボーンファイター。ダークケルベロスに敗北しボーンを奪われただけでなく、星に住む全ての命をも奪われた。

### ゲーム版の人物
ダークアクロマンティス
アクロマンティスボーン（カマキリ）、風属性のダークボーン。必殺技は「ブレード・オブ・サイクロン」（暴走モード「ストームレイジング」）。
データカードダス1弾より登場。
ダークホーネット
ホーネットボーン（スズメバチ）、時間属性のダークボーン。必殺技は「ファントムニードル」（暴走モード「サドゥンレイジング」）。
データカードダス1弾より登場。両腕が蜂の腹部になっている。
ダークタランチュラ
タランチュラボーン（タランチュラ）、空間属性のダークボーン。必殺技は「デッドリーチェイス」。
データカードダス1弾より登場。
ダークスタッグビートル
スタッグビートルボーン（クワガタムシ）、空間属性のダークボーン。必殺技は「クロスヴァイス」。
データカードダス1弾より登場。データカードダス6弾ではアイアンボーンに覚醒したバージョンが登場する。
ダークタイガー
タイガーボーン（虎）、雷属性のダークボーン。必殺技は「ライトニングシャドウ」。
データカードダス2弾より登場。
ダークウルフ
ウルフボーン（狼）、風属性のダークボーン。必殺技は「ハウル・フロム・ビヨンド」。
データカードダス2弾より登場。
ダークレイヴン
レイヴンボーン（レイヴン）、木属性のダークボーン。必殺技は「ソニックスカウト」。
データカードダス3弾より登場。
ロバートボーン / ヤマモトボーン、アキヤマボーン、ババボーン
期間限定コラボミッションに登場。スペシャルサポーターとなったロバート（秋山竜次、山本博、馬場裕之）が登場する。
水属性のヤマモトボーンの必殺技は「ヤマモトビーム」、火属性のアキヤマボーンの必殺技は「アキヤマビーム」、木属性のババボーンの必殺技は「ババビーム」。
期間限定でデータカードダス4弾以降は登場キャラクターが、アキヤマボーンはダークベアー、ヤマモトボーンはダークウルフ、ババボーンはダークホースに変更される。
ヨシツネ / フォックス・ヨシツネ
声 - 小林親弘
フォックスボーン（狐）、空間のボーンファイター。必殺技は「天狐一番」。
3DS版『時間と空間の魔神』、データカードダスでは5弾より登場。
オスカー / ファルコン・オスカー
声 - 川田紳司
ファルコンボーン（ファルコン）、時間のボーンファイター。必殺技は「モーメントセレナーデ」。
3DS版『時間と空間の魔神』、データカードダスでは5弾より登場。
ダークホワイトライオン
ホワイトライオンボーン（ホワイトライオン）、時間属性のダークボーン。必殺技は「ロード・オブ・チェイス」。
食玩カードグミ2、食玩フィギュア・ボーンファイターコレクションにレアとして登場。
ダークドッグ
ドッグボーン（犬）、火属性のダークボーン。必殺技は「ブレイジングロアー」（暴走モード「フレアレイジング」）。
3DS版『時間と空間の魔神』、食玩カードグミ3、データカードダスでは6弾より登場。

## 用語

### ボーン関連
ボーン
魔神によって創造された生命体の中で、選ばれた者が着装する戦士の鎧。その者は「適合者」と呼ばれ、ボーンが格納されたカードを「ボーンカード」と呼ぶ。カードは通常1種1枚だが着装時には4つのボーンパーツ（ボディ、ライトアーム、レフトアーム、レッグの4種）に分離、戦闘時に適合者が「着装！」と叫んだ後、パーツを個別にセットする（ゲームではプレーヤーが様々なボーンパーツを自在に組みわせ可能）。ボーン自体に戦闘用の特殊な光線や闘気攻撃はなく、基本的には徒手空拳の格闘で戦う。意志が宿り、適合者を拒むこともある。
一部パーツを破壊（ボーンクラッシュ）されてもボーンはカードに戻り、自己修復によって再生可能。しかし再生スピードは遅効性で、現在の地球の科学や適合者との親和性を考慮しても再び着装出来るまでになるには最低一年はかかるという。
ボーンは内的・外的要因により数段階にパワーアップする（後述）が、焦りや憎しみなどの感情により適合者の意思を無視し暴走する危険もある。要のボーンの一部を装着しても同様に飲まれる。
かなりの重量があり、地球側のボーン適合者（ボーンファイター）は後述する「リベレーション・コクーン」内でないと自在に活動出来ないが、ネポス側のボーン適合者（ダークボーン）は親和性が高く、現実世界でも着装しながら普通に活動し戦闘が行える。
ネポスの伝承によれば、ボーンは星々を見守る存在であり、生命の宿る星にはボーンたちの中に星を見守る役割を持つ「要のボーン」が必ず1体存在する。ドラゴンボーンは地球の、ダークフェニックスはネポスの「要のボーン」である。要のボーンの「コアボーン」が完全にクラッシュ（コアボーンクラッシュ）されれば、その星の生命体は一瞬にして滅んでしまう。
ホワイトボーン
ボーンの通常形態。
暴走モード
ボーンファイターがボーンに意識を飲まれた状態。通常より遥かに強い力を発揮するが適合者を危険に晒す。
アイアンボーン
ホワイトボーンの強化形態。ホワイトよりも格段に戦闘能力が向上する。覚醒条件はハッキリと定義されていないが、ボーンファイターが命の危険に曝された際、ボーンの中に宿る意識と対話し、何かを悟ることで発動するとも云われる。後にレナードの研究により相手の攻撃を受け止めたり魔神降臨（ディセント）を行うことでマジン粒子（後述）が蓄積され、一定量に達することにより、ファイターの意思で自由にアイアンに成れることが判明した。
レアメタルボーン
アイアンボーンをも上回る超強化形態。その名称が付く通り、伝説上の存在とも言われていた。クルードが装着するダークワイバーンは、数名のファイターでラインを組まないと降臨出来ない火の魔神を単独で召喚し、アイアン状態では苦戦していたダークケルベロスを一蹴する圧倒的なパワーを見せた。ただし魔神に認められなければ変化させることは不可能である。レナードによって「マジンボーン」とも名づけられた。
ボーンファイター
ボーンに選ばれた適合者でありボーンを着装できる者達。ボーンを纏える者は全てボーンファイターだが、メディアによる便宜上の問題で地球側のファイターのみを狭義的に「ボーンファイター」ということが多い。
ダークボーン / エクェス
ドラゴンボーンを狙う謎の敵。ボーン研究所では地球外生命体ではないかと推測していた。その正体はネポス・アンゲリス側のエクェス（戦士の意味）。当初は顔を全てスリット状の仮面で覆っていた（ネポス・アンゲリスについては後述）。その呼称および各ダークボーンの名称（ダーク○○）はボーン研究所側が付けたコードネームである。
ボーンクラッシュ
ファイターが着装しているボーンパーツを破壊すること。ダメージを受けることでパーツが石化し、ボーンカードも石化状態（パーツの一部の場合はカードもその一部分）になる。
コアボーンクラッシュ
ゲームでは全てのボーンパーツが完全に破壊されること（ゲームオーバーとなる）。アニメでは後述する「コアボーン」が破壊されること。特に後者はボーンにとっての「死」とも言えるが通常の適合者はファイターの資格を失うだけで生命に影響は及ばない（アニメではある星の要であったボーンファイターが宇宙空間でダークケルベロスにコアボーンクラッシュされ、その星の全生命体と共に消滅している）。
マジン粒子 / コアボーン
「マジン粒子」はレナードが命名した特殊な粒子。ボーンファイターが初めて魔神降臨（後述）した際に検出、アイアンボーンの発動には必要不可欠なものとされる。その後、粒子が多く含まれているパーツを「コアボーン」と定義・呼称した。その構造は地球のコアに酷似している。

### 魔神・バトル関連
魔神
森羅万象をつかさどる全宇宙の造物主。3人のボーンファイターの配置によって召喚される。火、風、水、雷、木、土、時間と空間の八体。肉体の表皮面に属性を表現する紋様が描かれている。彼らの上位に全てを創造した「始まりの魔神」がいる。ディセントで召喚された魔神はイメージが具現化されたものであるがレアメタル化の際には魔神そのものが召喚される。
火の魔神
火の属性のボーンファイターをメインに陣形を組むことで魔神降臨される。四本腕。アームガードはリボルバーである。
クルードとワイバーンの願いを受け、翔悟にレアメタルの力を与えた。
水の魔神
水の属性のボーンファイターをメインに陣形を組むことて魔神降臨される。下半身が独楽状で存在せず、水に埋没している。
ルークのすべてのものは流転するかのように変わることに共感し、シャークにレアメタルの力を与えた。
雷の魔神
雷の属性のボーンファイターをメインに陣形を組むことて魔神降臨される。背部に太鼓のような物体を持つ。
レオを介してギルバートの折れない鋼の精神を認めレアメタルボーンへの力を与える。
空間の魔神
空間の属性のボーンファイターをメインに陣形を組むことて魔神降臨される。紳士然とした容姿であるが、球体を内包した立方体の上で胡座を掻いている。
土の魔神
土の属性のボーンファイターをメインに陣形を組むことて魔神降臨される。重量級の鎧兜を纏う。
ライノーを介してタイロンの博愛の精神を認めレアメタルボーンへの力を貸している。
木の魔神
木の属性のボーンファイターをメインに陣形を組むことて魔神降臨される。8体の魔神の中では長身の部類に入る。
ジャガーを介してアントニオにレアメタルの力を与える際、人々を笑顔にするアントニオをジャガーボーンと出会う以前より認めていたようである。
風の魔神
風の属性のボーンファイターをメインに陣形を組むことて魔神降臨される。背中に翼を持つ。
時間の魔神
時間の属性のボーンファイターをメインに陣形を組むことて魔神降臨される。道化の如き仮面を被る。
始まりの魔神
声 - 柴田秀勝
ネポスの民が崇拝する存在で、8つの魔神の上位に位置する全宇宙や星々の世界を創造した「絶対の魔神」。当初その姿は指のツメだけで、地球を包み込めるほど巨大で全体像も不明瞭だったが、肉体が宇宙そのもので外殼で覆われた超巨神である。その構成はエネルギーの塊で伸縮自在に大きさを変化させられ、出現した際は地上からでも目視出来る。自身への畏敬を忘却した地球をリセットするためにドラゴンボーンの回収を望んでいるようだが、余りにも巨大で強大ゆえに、自分自身ではボーンを消滅させてしまうため掴むことが出来ず、威圧しただけでもコアボーンクラッシュしてしまうことから、ネポスの民に命じて手に入れようとしている。ドラゴンボーンと翔悟の対話時、ドラゴンボーンは自分が「始まりの魔神」に回収されれば、その時は地球が消滅する警告を残している。終始無言であるにも関わらず他の魔神と対話が可能である。これまでにも他の星々も滅ぼしており、その理由は自身への畏敬を忘れた事だけでなく、終焉の結びを起こす事を阻止するためだと思われていた。
ネポス・アンゲリス側の伝承によると、「始まりの魔神」は最初に漆黒の宇宙を創造し、次に8体の魔神を生み出し、そして星々とボーンを生み出した。ネポスの民も地球人も「始まりの魔神」によって創造された生命体らしい。
リベレーション・コクーン
ボーンファイターたちが戦うために用いるキューブ状の戦闘用異空間。ルークの持つ「アミュレット」と呼ばれる小型装置で発動し、成層圏付近に展開、ダークボーンとボーンファイターを引き込む陰性粒子を発生させ双方を強制的に内部に引き込む。これにより万が一の事態が発生しても地上には影響が少ないようにしているものの、展開・維持には時間制限がある。元々はドラゴンボーンを守るために考案・製作されたもので、ボーンは超重量であり地球側の技術では現実世界での自在な活動が難しいことが判ってからは、ダークボーンとの戦闘用空間として用いられているが、これは開発して判明した副次的な産物である。
あまりに強大なダメージを受けると壊れてしまい、修理には相応の時間がかかる。修理部品はボーン研究所・ロサンゼルス支部が受注を請けおっているが、NASAやISSなど宇宙空間で行わなければ更新出来ない。開発には翔悟の母、智恵が携わっている。最新型のコクーンは菱形状の幾何学的配列になっており、更に頑丈かつ硬質である。真の目的は始まりの魔神を呼び寄せるための器であり、上層部の者しか知らされていないトップシークレットだった。これに伴い最終形態の存在も示唆されている。
最終形態のコクーンは、ネポス・アンゲリスで始まりの魔神との対話の間として使われていた神殿に描かれた模様を元にしたものとなっている。
魔神降臨（マジンディセント）
各ボーンファイター三人の属性や配列を組み合わせる（ラインを組む）ことで、魔神をリベレーション・コクーンへ出現させる行為（通常は“ ディセント ”と略されることが多い）。出現した魔神は呼び出したファイターに圧倒的なパワーを与える。しかしボーンファイターは魔神から与えられる力の全てを受け止めることは出来ず、力の許容範囲を越えれば最悪の場合即時にコアボーンクラッシュしてしまう諸刃の剣的な戦法と言える。
当初、地球側のボーンファイターは降臨を成功させることすら難しく、例え成功してもボーンカードの石化が通常よりも広範囲・長期間着装不能になることが多かった。
終焉の結び
星の核であるボーンを三つ揃えたライン。始まりの魔神との関係を絶ちきり自由になると云われ、ネポスでは大昔から禁断の教えとされ続けていた。禁断の教えとされるその実態は、星の核であるボーンを三つ揃えて特殊なラインを組み、惑星直列を引き起こす事で宇宙全体をリセットする事だった。レボルトの真の目的はこれにあった。しかし、実際は終焉の結びなど存在せず、終焉の結びで宇宙を自分のものにできると信じさせ、それを行動に移そうとする者が現れた場合に始まりの魔神が宇宙ごと消し去り新たに作り直すという罠、神の仕掛ける禁断の誘惑であった。

### 惑星・人間・拠点など
ボーン研究所
名称の通りボーンに関する研究を主とするラボ。本拠地はオーストラリア・メルボルンの外れの荒野に建っている（ダークボーンへの防護手段としてリベレーション・コクーンを応用したバリアのようなもので保護されている）。表向きは某・製薬会社の研究所ということになっているが設立や運営には国連も絡んでいるようであり、ボーンに関連した事件については世界中の国で情報操作が出来るなど、国家の枠を超えた地球規模の組織体と言える。物語開始より22年以前から智恵が始まりの魔神の存在やボーンとの関係をいち早く予見、警鐘していたが、当時は飛躍しすぎた異端でしかなく、12年前にルークが適合者と判明した頃から事実を認めざるを得なくなり、ボーンの適合者を世界中から見つけ出しファイターとして訓練を積ませ、ダークボーンよりも先にドラゴンボーンを発見・保護することに尽力していた。翔悟がドラゴンボーンの適合者と判明した後もボーンのメンテナンスやファイターの支援などを行い、無くてはならない組織になっている。メルボルン以外にもロサンジェルスほか世界各地に支部がありボーンファイターを含む関係者はパスポート無しでの入国が可能。日本の拠点は翔悟たちの住む街の近くにあり、その外観は東映アニメーション旧・大泉スタジオにそっくりである。
ネポス・アンゲリス
地球から数光年離れた宇宙に存在する惑星。およびその星に住む人々。アニメではどちらも「ネポス・アンゲリス」と呼ばれているが、本節では便宜上人間と惑星を分離して記述する。それぞれはTPOによって「ネポス」と略されたり「ネポスの民」などと通称されることも多い。
ネポス・アンゲリス （人間）
ダークボーンのエクェスは全てネポス・アンゲリスである（ウルフとタイガーボーンはネポスに与する地球のファイター）。エクェスの中でも強大な力を有する上級ボーンファイター達は「ネポス評議会」なる組織を作っており、惑星の支配者として実権を握っている。評議会ではネポスで唯一人「始まりの魔神」の声を聞ける「要のボーン」ダークフェニックス（シュトルツ）がリーダー的な存在となり、議会を仕切っている（あくまでもリーダーであって“ 王 ”的な絶対権力を有してはいない）。彼らの上には「始まりの魔神」の意思が全てに優先して君臨する。ダークフェニックスは「始まりの魔神」から地球のコアであるドラゴンボーン奪取の命を受け（アニメでダークフェニックスが実際に「始まりの魔神」と対話している場面は今のところ描かれていない）、配下のエクェスたちは空間の魔神の力を使った特殊な能力（「空間の属性」）を使い地球とネポスを瞬間的に往来、進撃してくる（この移動は相応に体力を消耗するので、短時間の往来はあまりしない）。だが、度重なる回収の失敗に対しクルードは更迭、強硬派のレボルトの代行と暗躍が激しさを増し、遂には評議会メンバー同士の抗争にまで発展する。
ネポス・アンゲリス（惑星）
ネポス・アンゲリスたちの住む星。環境的には地球に酷似しており、翔悟たちがネポスに潜入した際に特殊なことは何もせずとも普通に呼吸や活動ができた（リーベルトが地球に初めて来た時、地球の空気の汚さに軽い怒りを覚えていることから、相当に清浄な空気で満たされている）。更に科学技術に関しては地球より数段優れており、ドラゴンなど幻獣が自然に生息し、リニアモーターを使った空飛ぶクルマが飛び交う未来的な都市が相互の環境を破壊することなく共存している。近隣にある他の惑星とも交流があるようで、街にはネコミミや鳥や魚頭の宇宙人が普通に闊歩し、グレイなどは行商交易で来訪している。ただ食文化に関しては地球の料理の多種多彩さからは程遠く、基本的な食料が地球で言うところの古典的な宇宙食のような密封パック入りのものだけしかない（味も大多数の地球人には美味しくない）。モースやグストスが地球に来た際に早穂の手製弁当（おにぎりなど）を食べた際、あまりの美味さに感動すら覚えている。後にリーベルトも地球でカレーライスを食し、（空腹だったこともあるが）その旨さに思わず完食してしまっている。また、コミカライズ版によると物価は地球の百分の一しかない。

## ゲーム

### データカードダス
2014年4月より稼動のデータカードダスシリーズ。筐体はフラットパネル搭載タイプ。筐体間通信で2人対戦およびネットワークマッチング対戦が可能。

### 遊び方
- 100円を投入、ICカードをセットし、「ひとりで遊ぶ」「ランカーバトル（通信可能のみ）」「ふたりで対戦（筐体間通信のみ）」「カードを買う」を選択。複数枚投入でボーナスが付く。
- マイファイターを含む最大5枚までのカードをフラットパネル上に置く。
- 一旦全てのカードをパネル下部に移動し、マイファイターの各部にカードを置くことで着装し、装備・必殺技を決定する。マイファイターの属性も選択可能。
- バトルの流れは「フォーメーションフェイズ」「バトルパワーの比較」「ビートアタック」「攻撃」の順で行われ。1ラウンド2回バトル、最大5ラウンドまで行われる。
  - フォーメーションフェイズで、マス目にカードを並べラインをつくる。
  - バトルパワーが高い方が攻撃。攻撃はビートアタックで、端から流れてくるマーカーをタイミングに合わせ押す。
  - 攻撃を受けるとボーンパーツが破壊されるボーンクラッシュが発生することがあり、コアボーンまで破壊されると行動不能になる。

#### マイベース
- 公式サイトおよび店内設置のバンダイデータスポットで操作可能。マイファイターや使用カード、ランカー順位、ランキング、ヘッドパーツ、称号を確認できるほか、メールボックスより経験値チケットを受け取ったり、ランカーバトルの対戦相手にグッジョブを送ることもできる。

マイファイター
声 - 金本涼輔
- プレイヤー用のオリジナルキャラクター。カード裏面のボーンパーツで装備を選択して、マイファイターカードで操作する。装備はボディ、ライトアーム、レフトアーム、レッグの4種類あり、それぞれ装備する部位によりカードに書かれている効果を付与することができる。またマイファイターの属性はプレイごとに選択が可能。

##### レベルアップ
- プレイ後には「属性レベル」「ボーン解析レベル」「マイファイターレベル」にそれぞれ経験値が与えられレベルアップする。

属性レベル
- ボーンクラッシュで入手したゲーム内ボーンカードを属性経験値に変換。レベルアップすることで、属性のどれかを上げることができ、それぞれの属性の魔神の巨大化、ヘッドパーツ獲得が可能。
- 属性レベルがMAX（1弾ではレベル6、2弾ではレベル10）になると「エレメントコア」を獲得。全ての属性がMAXになると経験値MAXになる毎に獲得する。

ボーン解析レベル
- 使用したファイターの解析レベルが上昇（同じキャラのカードを複数使用しても一人分のみ）。各キャラの解析レベルが上昇することで、ステータスアップや覚醒効果の発動が可能。

マイファイターレベル
- マイファイター自身の経験値。レベルアップすることでマイファイターのHP、AT、DFが上昇する。マイベースを登録していれば、経験値アップチケット分も加算される。

#### ファイターカード
- 表面はファイターカード、裏面はボーンカードと呼称される。ボーンパーツは裏面に描かれたパーツが最大の効果を得られるが、他の部位に着装することも可能。

ファイターアビリティ
- 書かれている条件によって特殊効果が発動する。条件を満たすと自動的に発動し、複数のファイターアビリティが発動可能。

マジンアビリティ
- 書かれている条件によって魔神降臨し効果を発する。属性エネルギーが書かれているコストになると発動可能になる。

エクストラアビリティ
- 2弾より登場の暴走モード。発動時にカードをこすることにより4段階に覚醒する。

ボーンパーツ覚醒
- 書かれている条件でマイファイターが効果を得る。

ボーンパーツ効果
- ボーンパーツ着装時に付与する効果。

#### フォーメーションフェイズ
- 筐体上に描かれた属性ごとにラインにカード3枚を置くことで、必殺技発動や魔神降臨が行える。カード5枚の組み合わせて最大2つのラインを組むことができる。
- ファイターの属性とラインの属性が一致している場合は必殺技発動。

ファイターパワー & バトルパワー
- 各ファイターはファイターパワーを持ち、ラインの3人の合計がバトルパワーになる。
- ファイターパワーはゲーム開始時は「2」、ラウンド開始すると「1」ずつ上昇する。ただしラインとカードの属性が一致した場合、ファイターパワーは「0」になる。
- ファイターパワー「1」はバトルパワー「1000」に換算。属性一致でバトルパワーが2倍になる。クイックボーナスも加算し、合計バトルパワーの高いほうが攻撃となる。

#### ビートアタック
- 端から流れてくる複数のマーカーをタイミングを合わせ押しすことでゲージが上昇し、ゲージが高い場合は攻撃成功、低い場合はガードされカウンターアタックを受ける場合もある。属性一致の場合は必殺技が発動する。

ボーンクラッシュ
- 攻撃を受けることで各ボーンパーツが破壊され、破壊されたパーツの能力が低下する。またコアパーツを破壊されると行動不能となってしまう。

#### ランカーバトル
- ネットワークマッチングがオンになっている場合のみ可能で、通信機能で他のプレイヤーデータとの対戦ができる。
- 対戦は通常のバトルと同様で、勝利することでバトルポイントを獲得し、バトルランクが上がることでバトルランクの称号がアップしていく。

### リリース
- 2014年3月21日 ロケテスト
- 2014年4月24日 1弾稼動開始。
- 2014年6月19日 2弾『ビースト編』稼動開始。ドラゴンボーンゲットキャンペーン。第2弾稼動記念スタートダッシュキャンペーン。
- 2014年9月11日 3弾『アイアンボーン編』稼動開始。声優サイン箔押しカード入り。
- 2014年11月13日 4弾『ネポス・アンゲリス編』稼動開始。声優サイン箔押しカード入り。
- 2015年1月15日 5弾『レアメタルボーン編』稼動開始。声優サイン箔押しカード入り。
- 2015年3月19日 6弾『ボスクロニクル編』稼動開始。声優サイン箔押しカード入り。
- 2015年5月21日 7弾『メモリアル編』稼動開始。
- 2015年8月31日 サービス終了。

### キャンペーン
- 2014年3月14日-4月2日（第1弾）/4月3日-5月11日（第2弾） マイベース登録キャンペーン

期間中にマイベースに登録でトライアルICカード、マイファイターカード、カードケース、プロモカード3枚、マジン新聞第1号を送付。第2弾はカードケース、プロモカード3枚、マジン新聞第1号
- 2014年4月24日（第1弾）/4月26日（第2弾） いきなり最強セットもらえるキャンペーン
- 2014年5月3日-6月15日- 第1回チャレンジバトル開催
- 2014年5月20日-6月1日 チャレンジミッション 虎狼強襲編
- 2014年5月24日-6月15日 第1回トーナメント大会開催
- 2014年6月4日-15日 チャレンジミッション ダークシーカー襲来編
- 2014年6月19日-27日 経験値アップボーナス1.5倍配信（ダークシーカー襲来編）
- 2014年6月19日-29日 ウルフ・グレゴリー引き換え開始（第1回トーナメント）
- 2014年6月19日-7月6日 チャレンジミッション 暴走ファイター編
- 2014年6月21日-9月7日 第2回トーナメント大会開催/第2回チャレンジバトル開催
- 2014年7月15日-8月3日 チャレンジミッション 雷獅子の覚醒編
- 2014年7月19日-8月6日 ロバートコラボミッション
- 2014年7月19日- アキヤマボーン店頭配布キャンペーン
- 2014年8月4日-31日 経験値1.5倍ボーナスキャンペーン
- 2014年9月11日- 「データカードダスマジンボーン」「ドラゴンボールヒーローズ」カードセット店頭配布キャンペーン
- 2014年9月11日-30日 経験値2倍ボーナスキャンペーン
- 2014年9月13日-11月9日 第3回トーナメント大会開催/第3回チャレンジバトル開催
- 2014年9月18日- ロバート笑撃カード配布キャンペーン
- 2014年9月30日-10月19日 チャレンジミッション 鋼の虎狼逆襲編
- 2014年10月24日-11月9日 チャレンジミッション 鋼の双竜編
- 2014年11月1日-16日 経験値2倍ボーナスキャンペーン
- 2014年11月13日- レアメタルボーン店頭配布キャンペーン
- 2014年11月15日-2015年1月11日 第4回トーナメント大会開催/第4回チャレンジバトル開催
- 2014年11月22日-12月28日 チャレンジミッション 時間と空間の魔神編
- 2014年12月23日-2015年1月14日 チャレンジミッション 黄金の昆虫編
- 2014年12月27日-2015年1月4日 経験値2倍ボーナスキャンペーン
- 2015年1月15日-18日 経験値3倍ボーナスキャンペーン
- 2015年1月17日-3月15日 第5回トーナメント大会開催
- 2015年1月24日-2月22日 チャレンジミッション レアメタルボーン集結編
- 2015年2月9日-14日 経験値2倍ボーナスキャンペーン
- 2015年2月28日-3月18日 チャレンジミッション 地獄の番犬襲来編
- 2015年3月9日-14日 経験値2倍ボーナスキャンペーン
- 2015年3月21日-5月10日 第6回トーナメント大会開催
- 2015年3月21日-4月12日 チャレンジミッション 逆襲のダークボーン編
- 2015年4月25日-5月10日 チャレンジミッション 謎の戦士編
- 2015年5月30日-6月28日 チャレンジミッション 金色の雷帝襲来編

### 備考
- 2弾で一部カードに表と裏で表記が違うカードがあり、全て裏側（ボーンカード）が正しい表記。交換を受け付けており、2014年7月中旬より発送された。
- 2弾の調整より、ヘッドパーツ・ガルダのマジンアビリティ発動効果およびダメージを下げている。
- 一部店舗で「雷獅子の覚醒編」「ロバートコラボミッション」「経験値1.5倍ボーナス」が正常に配信されなかったミスがあり、復旧されている。

### ニンテンドー3DSソフト
『マジンボーン 時間と空間の魔神』
2014年10月7日に発売された。主人公は「竜神翔梧 / ドラゴン・翔梧」。

## テレビアニメ
2014年4月より2015年3月までテレビ東京系列にて放送された。第9話より予告内でボーンファイターの紹介コーナーが設けられた。
キャッチコピーは「この世には「勝ち」と「負け」しかないのか― 人は魔神（かみ）を越える事が出来るのか―」。

### スタッフ
- 原案 - BANDAI、藤原茂樹[5]
- 原作 - 東映アニメーション
- 連載 - 集英社『最強ジャンプ』
- シリーズディレクター - 宇田鋼之介
- シリーズ構成 - 羽原大介（第1話 - 第6話）、村山功
- キャラクター原案 - 村田雄介
- CGキャラクター原案 - 石川ヒデキ
- キャラクターデザイン・総作画監督 - 大西亮
- CGキャラクターデザイン - 米澤真一
- 音楽 - 前田克樹、若林タカツグ
- 製作担当 - 大町義則
- CGプロデューサー - 横尾裕次
- CGディレクター - 中沢大樹
- 美術設定 - 佐藤正浩
- 美術監督 - 渡辺佳人
- 色彩設計 - 竹澤聡
- 編集 - 西村英一
- プロデューサー - 高林庸介（テレビ東京）、古川慎（第1話 - 第22話）→岡田大将（第23話 - ）、鷲尾天
- 製作 - テレビ東京、電通、東映アニメーション

### 主題歌
オープニングテーマ
「Legend Is Born」（第1話 - 第30話）
作詞 - 藤林聖子 / 作曲・編曲 - ダルビッシュP / 歌 - 加藤和樹（ティームエンタテインメント）
「センセーション・シグナル」（第31話 - 第52話）
作詞 - ぐるたみん、ゆうゆ / 作曲・編曲 - ゆうゆ / 歌 - ぐるたみん（EXIT TUNES）

エンディングテーマ
「OKAN GOMEN」（第1話 - 第13話）
作詞・作曲 - 野田洋次郎 / 編曲・歌 - 味噌汁's（ユニバーサル ミュージック/EMI RECORDS）
「Blue Destiny」（第14話 - 第40話）
作詞 - 花衣 / 作曲・編曲 - 宮川麿 / 歌 - こんにちわ＼(^o^)／きらりんぼ☆ハリー!!!（Virgin Music）
第21話から名義変更、第20話までは「たけの☆こゆき」名義。第31話からアニメーション（右にスクロールから左にスクロール）変更。
「リプミー」（第41話 - 第52話）
作詞 - プールイ / 作曲 - 竹内亮太郎 / 編曲 - 竹内亮太郎、楠野功太郎 / 歌 - LUI FRONTiC 赤羽JAPAN

### 各話リスト
| 話数   | サブタイトル             | 脚本     | （絵コンテ） 演出       | 作画監督 | CGアクションパート | CGアクションパート | 紹介ファイター                          | 放送日        |
| 話数   | サブタイトル             | 脚本     | （絵コンテ） 演出       | 作画監督 | 絵コンテ           | 演出               | 紹介ファイター                          | 放送日        |
| ------ | ------------------------ | -------- | ----------------------- | -------- | ------------------ | ------------------ | --------------------------------------- | ------------- |
| 第1話  | 闇からの訪問者           | 羽原大介 | 宇田鋼之介              | 大西亮   |                    | 中沢大樹           | -                                       | 2014年 4月1日 |
| 第2話  | 選ばれし戦士             | 羽原大介 | （宇田鋼之介） 後藤康徳 | 飯飼一幸 |                    | 高橋友彦           | -                                       | 4月8日        |
| 第3話  | ボーンの拒絶             | 羽原大介 | 中島豊                  | 加野晃   | なかの★陽          | 牧野快             | -                                       | 4月15日       |
| 第4話  | 戦士の覚悟               | 羽原大介 | 芝田浩樹                | 鈴木伸一 | なかの★陽          | 石井規仁           | -                                       | 4月22日       |
| 第5話  | 魔神降臨（ディセント）   | 羽原大介 | 角銅博之                | 竹森由加 | なかの★陽          | 中沢大樹           | -                                       | 4月29日       |
| 第6話  | 自分を信じて             | 羽原大介 | 田中裕太                | 清山滋崇 | なかの★陽          | 牧野快             | -                                       | 5月6日        |
| 第7話  | ボーン研究所             | 村山功   | 中島豊                  | 楡木哲郎 | なかの★陽          | 本岡宏紀           | -                                       | 5月13日       |
| 第8話  | 侵入者                   | 村山功   | 前島健一                | 鈴木伸一 | なかの★陽          | 能沢諭             | -                                       | 5月20日       |
| 第9話  | 激しい共鳴               | 村山功   | 田中智也                | 山崎展義 | なかの★陽          | 石井規仁           | ドラゴンボーン                          | 5月27日       |
| 第10話 | 守りたい日常             | 村山功   | 角銅博之                | 飯飼一幸 | なかの★陽          | 高橋友彦           | ダークホース                            | 6月3日        |
| 第11話 | 始まりの魔神             | 村山功   | 榎本守                  | 小川一郎 | なかの★陽          | 中沢大樹           | ダークパンサー                          | 6月10日       |
| 第12話 | ドラゴンの暴走           | 山下憲一 | （宇田鋼之介） 後藤康徳 | 清山滋崇 |                    | 能沢諭             | ドラゴンボーン -暴走モード-             | 6月17日       |
| 第13話 | 本物の強さ               | 村山功   | 前島健一                | 鈴木伸一 | なかの★陽          | 牧野快             | シャークボーン                          | 6月24日       |
| 第14話 | シャークの暴走           | 田口智子 | 中島豊                  | 楡木哲郎 | なかの★陽          | 石井規仁           | ダークベアー                            | 7月1日        |
| 第15話 | ゆれる運命（さだめ）     | 田口智子 | 田中裕太                | 竹森由加 | なかの★陽          | 竹中佑城           | ダークイーグル                          | 7月8日        |
| 第16話 | 鋼の精神                 | 山下憲一 | 角銅博之                | 香川久   | なかの★陽          | 高橋友彦           | レオボーン                              | 7月15日       |
| 第17話 | 優しい兄                 | 村山功   | 田中智也                | 山崎展義 | なかの★陽          | 牧野快             | ライノーボーン                          | 7月22日       |
| 第18話 | 野良猫と野良犬           | 山下憲一 | （前島健一） 三家本泰美 | 鈴木伸一 | なかの★陽          | 能沢諭             | ジャガーボーン                          | 7月29日       |
| 第19話 | アイアンボーン           | 山下憲一 | 榎本守                  | 小川一郎 | なかの★陽          | 石井規仁           | レオボーン -アイアンボーン-             | 8月5日        |
| 第20話 | 裏切り者の影             | 村山功   | 中島豊                  | 仲條久美 | 宮原直樹           | 高橋友彦           | ダークアリゲーター                      | 8月12日       |
| 第21話 | 3体のアイアン            | 村山功   | （前島健一） 三家本泰美 | 鈴木伸一 | なかの★陽          | 牧野快             | シャークボーン -アイアンボーン-         | 8月19日       |
| 第22話 | ドラゴンの覚醒           | 村山功   | 角銅博之                | 竹森由加 | なかの★陽          | 竹中佑城           | ドラゴンボーン -アイアンボーン-         | 8月26日       |
| 第23話 | 家族の肖像               | 田口智子 | （田中裕太） 後藤康徳   | 香川久   | なかの★陽          | 能沢諭             | ダークソードフィッシュ -アイアンボーン- | 9月2日        |
| 第24話 | とまらない衝動           | 山下憲一 | 藤田健太郎              | 清山滋崇 | 宮原直樹           | 高橋友彦           | ダークグリズリー                        | 9月9日        |
| 第25話 | ケルベロス               | 村山功   | 田中智也                | 山崎展義 | なかの★陽          | 石井規仁           | ダークワイバーン -アイアンボーン-       | 9月16日       |
| 第26話 | 兄弟の過去               | 村山功   | （中島豊） 後藤康徳     | 楡木哲郎 | なかの★陽          | 竹中佑城           | ライノーボーン -アイアンボーン-         | 9月23日       |
| 第27話 | 動きだした野望           | 村山功   | 榎本守                  | 小川一郎 | なかの★陽          | 能沢諭             | ウルフボーン -アイアンボーン-           | 9月30日       |
| 第28話 | クーデター               | 山下憲一 | 角銅博之                | 飯飼一幸 | なかの★陽          | 牧野快             | タイガーボーン -アイアンボーン-         | 10月7日       |
| 第29話 | ネポスヘ！               | 田口智子 | （宇田鋼之介） 内山まな | 大西亮   | なかの★陽          | 高橋友彦           | ダーククラーケン -アイアンボーン-       | 10月14日      |
| 第30話 | ワイバーンVSケルベロス   | 村山功   | 前島健一                | 鈴木伸一 | なかの★陽          | 石井規仁           | ダークワイバーン -レアメタルボーン-     | 10月21日      |
| 第31話 | 宇宙（そら）からの助け   | 山下憲一 | 藤田健太郎              | 清山滋崇 | なかの★陽          | 竹中佑城           | ダークホーク                            | 10月28日      |
| 第32話 | 12年前の真実             | 田口智子 | 中島豊                  | 竹森由加 | なかの★陽          | 能沢諭             | ダーククロウ -アイアンボーン-           | 11月4日       |
| 第33話 | 家族であること           | 村山功   | 田中智也                | 山崎展義 | なかの★陽          | 牧野快             | ジャガーボーン -アイアンボーン-         | 11月11日      |
| 第34話 | ウロボロス降臨           | 村山功   | 角銅博之                | 香川久   | なかの★陽          | 高橋友彦           | ダークビー                              | 11月18日      |
| 第35話 | エクェスの誇り           | 山下憲一 | 前島健一                | 鈴木伸一 | なかの★陽          | 竹中佑城           | ダークウロボロス -アイアンボーン-       | 11月25日      |
| 第36話 | レアメタルボーン         | 村山功   | （佐々木憲世） 内山まな | 仲條久美 | なかの★陽          | 石井規仁           | ドラゴンボーン -レアメタルボーン-       | 12月2日       |
| 第37話 | レアメタルの謎           | 田口智子 | 榎本守                  | 小川一郎 | 高橋裕哉           | 能沢諭             | ダークスネーク -アイアンボーン-         | 12月9日       |
| 第38話 | ネポスの戦士として       | 山下憲一 | 藤田健太郎              | 楡木哲郎 | なかの★陽          | 中沢大樹           | ダークグリフォン -アイアンボーン-       | 12月16日      |
| 第39話 | ケルベロス、地球へ！     | 村山功   | 中島豊                  | 竹森由加 | なかの★陽          | 高橋友彦           | ダークバット -アイアンボーン-           | 12月23日      |
| 第40話 | メルボルン急襲           | 村山功   | 角銅博之                | 清山滋崇 | なかの★陽          | 竹中佑城           | ダークオウル -アイアンボーン-           | 2015年 1月6日 |
| 第41話 | 歩んできた道、歩むべき道 | 村山功   | 川崎弘二                | 仲條久美 | -                  | -                  | ダークケルベロス -アイアンボーン-       | 1月13日       |
| 第42話 | 静かなる激情             | 村山功   | 前島健一                | 鈴木伸一 | なかの★陽          | 石井規仁           | ライノーボーン -レアメタルボーン-       | 1月20日       |
| 第43話 | 絶望を希望に変えて       | 村山功   | （佐々木憲世） 内山まな | 飯飼一幸 | なかの★陽          | 能沢諭             | シャークボーン -レアメタルボーン-       | 1月27日       |
| 第44話 | 魔神、再び               | 村山功   | 田中智也                | 山崎展義 | なかの★陽          | 高橋友彦           | ダークユニコーン -アイアンボーン-       | 2月3日        |
| 第45話 | 蠢く欲望                 | 山下憲一 | 中島豊                  | 香川久   | なかの★陽          | 竹中佑城           | ダークフェニックス -アイアンボーン-     | 2月10日       |
| 第46話 | 変わらない強さ           | 村山功   | 角銅博之                | 竹森由加 | なかの★陽          | 石井規仁           | ジャガーボーン -レアメタルボーン-       | 2月17日       |
| 第47話 | 禁断の記憶               | 田口智子 | 藤田健太郎              | 楡木哲郎 | 高橋裕哉           | 能沢諭             | ダークベヒモス -アイアンボーン-         | 2月24日       |
| 第48話 | 反逆の雄叫び             | 山下憲一 | 榎本守                  | 小川一郎 | なかの★陽          | 高橋友彦           | ダークケルベロス -カスタム-             | 3月3日        |
| 第49話 | 狼と虎                   | 村山功   | 佐々木憲世              | 清山滋崇 | なかの★陽          | 竹中佑城           | ダークバジリスク -アイアンボーン-       | 3月10日       |
| 第50話 | 終焉の結び               | 山下憲一 | 前島健一                | 鈴木伸一 | なかの★陽          | 石井規仁           | レオボーン -レアメタルボーン-           | 3月17日       |
| 第51話 | 終わりの始まり           | 村山功   | （宇田鋼之介） 内山まな | 香川久   | なかの★陽          | 能沢諭             | ダークケルベロス -終焉の結び-           | 3月24日       |
| 第52話 | 帰るべき場所             | 村山功   | 宇田鋼之介              | 大西亮   | -                  | 中沢大樹           | -                                       | 3月31日       |

### 放送局
| 放送地域       | 放送局             | 放送期間                     | 放送日時           | 放送系列              | 備考   |
| -------------- | ------------------ | ---------------------------- | ------------------ | --------------------- | ------ |
| 関東広域圏     | テレビ東京         | 2014年4月1日 - 2015年3月31日 | 火曜 18:30 - 18:57 | テレビ東京系列        | 製作局 |
| 北海道         | テレビ北海道       | 2014年4月1日 - 2015年3月31日 | 火曜 18:30 - 18:57 | テレビ東京系列        |        |
| 愛知県         | テレビ愛知         | 2014年4月1日 - 2015年3月31日 | 火曜 18:30 - 18:57 | テレビ東京系列        |        |
| 大阪府         | テレビ大阪         | 2014年4月1日 - 2015年3月31日 | 火曜 18:30 - 18:57 | テレビ東京系列        |        |
| 岡山県・香川県 | テレビせとうち     | 2014年4月1日 - 2015年3月31日 | 火曜 18:30 - 18:57 | テレビ東京系列        |        |
| 福岡県         | TVQ九州放送        | 2014年4月1日 - 2015年3月31日 | 火曜 18:30 - 18:57 | テレビ東京系列        |        |
| 日本全域       | BSジャパン         | 2014年4月3日 - 2015年4月2日  | 木曜 17:30 - 18:00 | テレビ東京系列 BS放送 |        |
| 日本全域       | バンダイチャンネル | 2014年4月4日 -               | 金曜 12:00 更新    | ネット配信            |        |
| 日本全域       | GYAO!              |                              | 金曜 12:00 更新    | ネット配信            |        |

### BD / DVD
| 巻 | 発売日        | 収録話          | 規格品番  | 規格品番  |
| 巻 | 発売日        | 収録話          | BD        | DVD       |
| -- | ------------- | --------------- | --------- | --------- |
| 1  | 2015年2月13日 | 第1話 - 第13話  | BSTD-8116 | DSTD-8116 |
| 2  | 2015年4月8日  | 第14話 - 第26話 | BSTD-8117 | DSTD-8117 |
| 3  | 2015年6月10日 | 第27話 - 第39話 | BSTD-8118 | DSTD-8118 |
| 4  | 2015年8月5日  | 第40話 - 第52話 | BSTD-8119 | DSTD-8119 |

## 漫画版
集英社『最強ジャンプ』2014年2月号から2015年5月号まで連載。前号にプロローグマンガを掲載。テレビアニメとはキャラクターの性格や容姿、敵の登場順が異なり、ギャグの要素も多くある。
漫画 - 杉田尚、原案 - BANDAI、原作 - 東映アニメーション
ジャンプコミックス
- 1巻 2014年7月4日発売 ISBN 978-4088801483
- 2巻 2015年5月1日発売 ISBN 978-4088802879

## 玩具
2014年5月よりバンダイからプラモデルが発売。タッチゲート&ランナーロックで、ランナーごと張り合わせるだけで簡単に組み立てられるようになっている。
- マジンボーン01 BFドラゴンボーン
- マジンボーン02 BFシャークボーン
- マジンボーン03 BFレオボーン
- マジンボーン04 火の魔神
- マジンボーン05 BFタイガーボーン
- マジンボーン06 BFウルフボーン
- マジンボーン07 BFドラゴンボーン -アイアンボーン-